# Habère-Poche
Habère-Poche (Arpitan: Âbère d'Amo) est une commune française située dans le département de la Haute-Savoie, en région Auvergne-Rhône-Alpes. Celle-ci possède une station de sports d'hiver, Les Habères, dont le domaine skiable est relié à celui de Bellevaux (Hirmentaz) et un espace nordique au col des Moises.

## Géographie

### Localisation
Habère-Poche se situe dans la région du Chablais. C'est la commune qui clot au nord la vallée de la Menoge, appelée aussi vallée Verte.

### Communes limitrophes

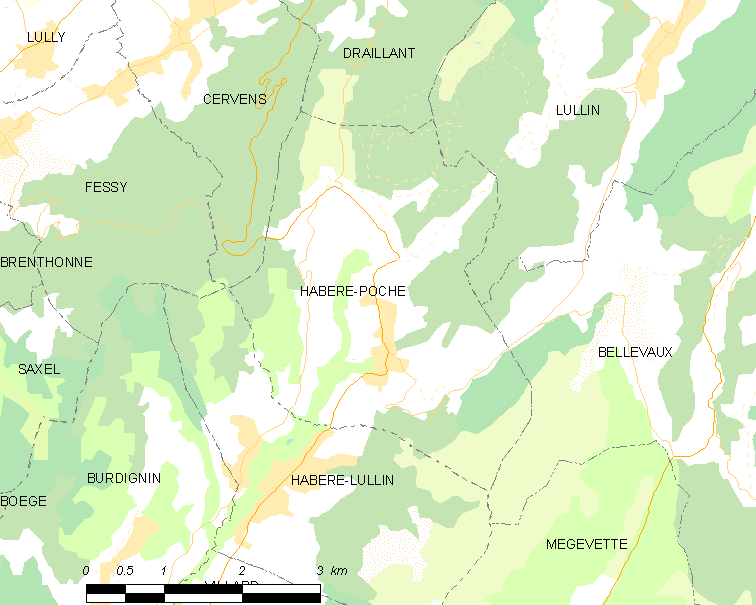
Habère-Poche et les communes voisines.

### Hydrographie, géologie et relief
La commune est dominée par le mont Forchat (1 540 m), la Montagne d'Hirmentaz (1 606 m), la Pointe de Targaillan (1 237 m) et le Crêt Vernay (1 220 m). Quatre cols  permettent de rejoindre les vallées environnantes : col de Cou (1 116 m), col de Terramont (1 100 m), col des Arces (1 171 m) et col des Moises (1 150 m).
La Menoge y prend sa source et y reçoit son premier affluent, le ruisseau des Arces. Le débit de ce cours d'eau est très variable : lors de la crue du 4 juillet 2007 son débit instantané s'est élevé à 139 m3 à la station de mesure de Vétraz-Monthoux. Soit près de 40 fois son débit moyen.

### Climat
La situation de Habère-Poche est celle d'un climat montagnard, dans un pays tempéré, où les hivers sont froids et neigeux, et la saison estivale est douce avec parfois des épisodes orageux. Les intersaisons (avril et octobre) sont en moyenne un plus sèches, même si la pluviométrie peut être très élevée.

### Voies de communication et transports
Sur la rive gauche de la Menoge, Habère-Poche se trouve sur un parcours commun aux routes départementales 12 reliant Thonon-les-Bains à Bonneville et 22 reliant Boëge à Vailly. Ce parcours est doublé sur la rive droite par la route départementale 40 qui part de Boëge pour rejoindre les lacets de la montée au col de Cou.
Habère-Poche est le terminus de lignes d'autocars vers les gares d'Annemasse et Thonon.

## Urbanisme

### Typologie
Au 1er janvier 2024, Habère-Poche est catégorisée commune rurale à habitat dispersé, selon la nouvelle grille communale de densité à sept niveaux définie par l'Insee en 2022.
Elle est située hors unité urbaine. Par ailleurs la commune fait partie de l'aire d'attraction de Genève - Annemasse (partie française), dont elle est une commune de la couronne,. Cette aire, qui regroupe 158 communes, est catégorisée dans les aires de 700 000 habitants ou plus (hors Paris),.

### Occupation des sols
L'occupation des sols de la commune, telle qu'elle ressort de la base de données européenne d’occupation biophysique des sols Corine Land Cover (CLC), est marquée par l'importance des forêts et milieux semi-naturels (54,5 % en 2018), une proportion sensiblement équivalente à celle de 1990 (54,9 %). La répartition détaillée en 2018 est la suivante : 
forêts (45,7 %), prairies (38 %), milieux à végétation arbustive et/ou herbacée (8,9 %), zones urbanisées (7,5 %).
L'IGN met par ailleurs à disposition un outil en ligne permettant de comparer l’évolution dans le temps de l’occupation des sols de la commune (ou de territoires à des échelles différentes). Plusieurs époques sont accessibles sous forme de cartes ou photos aériennes : la carte de Cassini (XVIIIe siècle), la carte d'état-major (1820-1866) et la période actuelle (1950 à aujourd'hui).

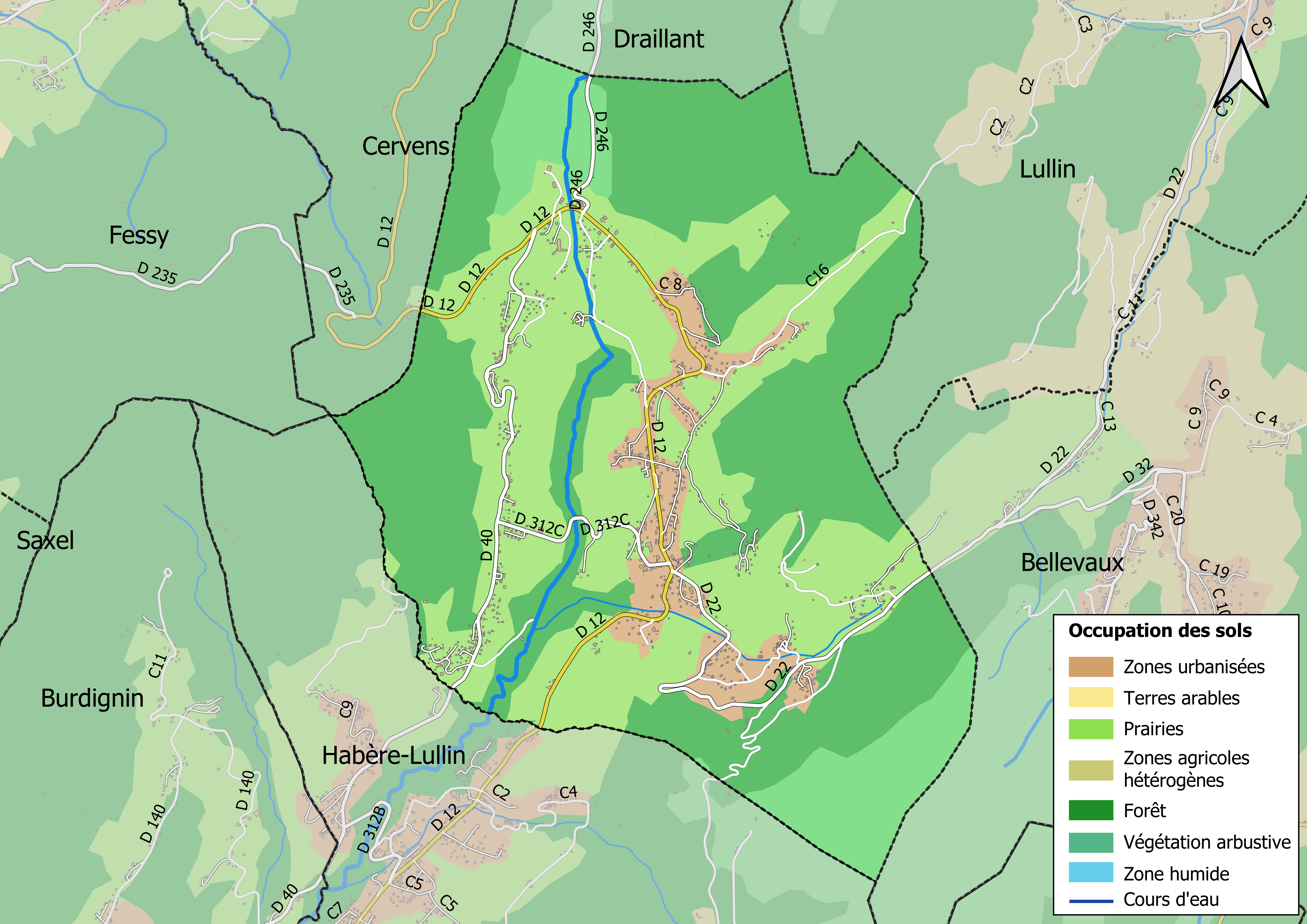
Carte des infrastructures et de l'occupation des sols en 2018 (CLC) de la commune.
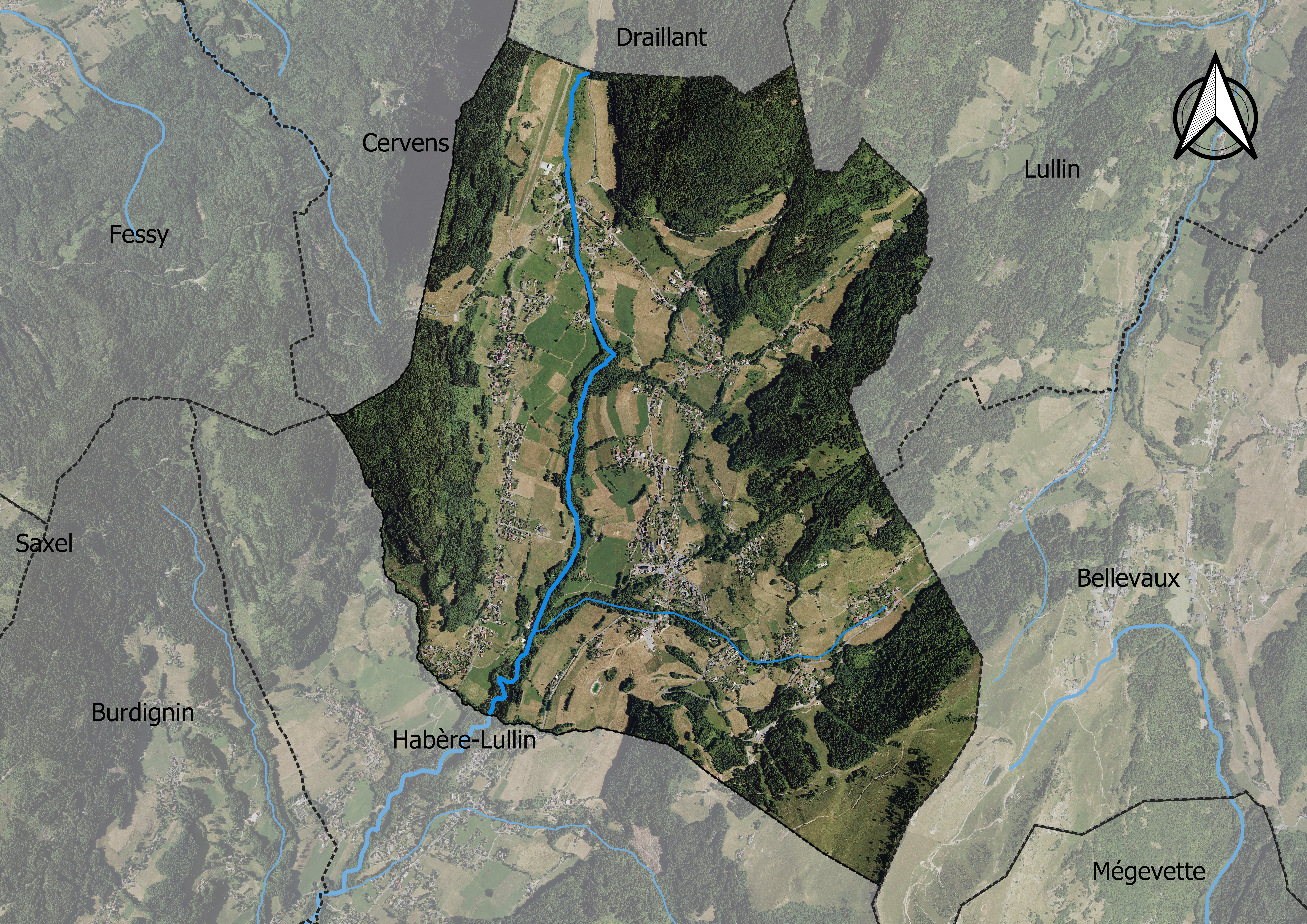
Carte orthophotogrammétrique de la commune.

### Morphologie urbaine
Le centre du village est peu développé. Tout autour, on trouve les hameaux suivants (altitude entre parenthèses) dont les panneaux devaient être édités en Savoyard à compter de 2015 (à la suite d'une décision du conseil municipal) :
- Reculfou (895 m) ;
- Chez Prachex (924 m) ;
- les Crottets (1 000 m) ;
- Argence (1 025 m) ;
- la Covasserie (975 m) ;
- le Vernay (1 000 m) ;
- Doucy (1 023 m) ;
- Ramble (1 058 m) ;
- les Lavouets (1 055 m) ;
- Josse (895 m) ;
- Sous chez Berthet (965 m) ;
- Chez le Moine (890 m) ;
- les Arces (1 057 m).

## Toponymie
Anciennement Cura de Aberes (v. 1344), puis Haberes, plus récemment Les Habères. D'après les auteurs de Histoire des communes savoyardes, Le Chablais, le territoire de la commune s'étendait autrefois jusqu'à la crête située entre le col de Cou à celui des Moises, comprenant ainsi Habère-Lullin. L'ensemble portait le nom des Habères que l'on retrouve dans la plupart des documents antérieurs à la scission.
Gilbert Künzi, dans son ouvrage Lieux-dits entre Dranse et Arve (1997), relève cependant l'existence de deux autres origines du nom. Il cite Albert Dauzat et son Dictionnaire étymologique des noms de lieux de France (p. 340), qui indique que Habère est une mauvaise graphie par prosthétique du mot Abère signifiant « abreuvoir, fontaine », qui correspondrait à la forme topographique du site,.
Jean-Marie Jeudy, dans son ouvrage Les mots pour dire la Savoie (2006), voit éventuellement un rapprochement entre le mot arbé (« chalet ») avec le terme habert que l'on trouve en Dauphiné, et dont il fait éventuellement un rapprochement avec celui d'Habère. Pour les moines de l'abbaye d'Aulps, les habères situées sur leurs terres étaient leurs granges. Un mot qui serait ainsi issu de celui d'albergement. Il y aurait ainsi confusion entre le chalet et la grange.
Le toponyme Habères n'ayant pas d'origine latine certifiée, il est probablement celte. Si c'est le cas, la terminaison de la forme ancienne Aberes indique que c'est un ethnonyme. Dans la langue gauloise, le mot Aberes serait une composition de deux racines répandues et liées à l'eau. Ab "rivière" et beru « source, bouillonnement ». En langue gauloise, Aberes signifie littéralement « ceux des sources bouillonnantes ».
Le nom de la commune en francoprovençal est Âbêre d’Amô (graphie de Conflans) ou Âbèro d'Amont (ORB), prononcé localement [ɑ.ˈbɛ.ʀə.da.ˌmo],. Avec sa voisine Habère-Lullin, elles sont souvent regroupées sous l’appellation commune de Los Âbèros ([lu.z‿ɑ.ˈbɛ.ʀə]), et partagent un même gentilé, los Dâbèran et les Dâbèranes ([lu.dɑ.bɛ.ˈʀã] et [lə.dɑ.bɛ.ˈʀan.ə]). Il est intéressant de noter que ce toponyme révèle deux traits phonétiques de l'accent locale de l'arpitan : les -o finaux atones sont réduits à un schwa, fait assez courant en arpitan, et le mot mont est dénasalisé, fait très rare.

## Histoire

### Pré et proto-histoire
Une cavité dite « Tônne dé Feulapes » sous les rochers de la crête d'Hirmentaz, identifiée avant la guerre, et la découverte d'une hache en silex datée de 3 500 av. J.-C. laisse supposer au moins des occupations nomades des néandertaliens.  La découverte d'objets de bronze à Habère-Lullin attestent d'une occupation plus constante aux périodes du bronze final puis gallo-romaine après la reddition des Allobroges en 121 av. J.-C.

### Moyen Âge
Un acte du pape Alexandre III du 12 février 1180 confirme à Ysard abbé d'Aulps la possession de l’église des Habères et de ses dépendances. Ses moines s'installent au hameau actuel des Lavoëts pour défricher les bois et broussailles des terres de Poche. Au XIVe siècle, deux épidémies de peste ravagent le pays entraînant une chute durable de la population qui ne retrouve son niveau qu'au début du XVIe.

### Temps modernes
Lors de l’invasion du Chablais savoyard par les Bernois et les Valaisans en 1536, les Dabhèrants et les troupes de Charlotte d'Orléans, veuve de Philippe de Savoie, arrêtent les troupes bernoises à l'entrée de la vallée Verte, alors que ceux-ci occupent Draillant, Lullin, Bellevaux et la basse vallée. La Réforme est cependant imposée dans la région jusqu'au traité de Lausane en 1564. Le 25 septembre 1598 Charles-Emmanuel de Savoie abolit la liberté du culte et le lendemain les chefs de famille du Chablais abjurent le protestantisme.
Vers 1700, Joseph de Gerbais de Sonnaz, général de l’armée sarde et marquis d’Habère-Lullin acheté quatre ans plus tôt, revendique la seigneurie des deux Habères. Le prieur de l’abbaye d’Aulps lui rappelle alors que le fief d’Habère-Poche relève toujours des moines de Saint-Jean-d’Aulps. La Maison Blanche où la famille de Sonnaz séjournait chaque printemps existe toujours entre les deux communes au hameau de Reculfou.
Lors de l'Assemblée nationale des Allobroges du 22 octobre 1792 à Chambéry, les députés de la paroisse approuvent leur rattachement à la France sous réserve du respect absolu du culte religieux. Ils seront déçus et leur curé, l’abbé Louis Gurliat, se réfugie en vallée d’Aoste alors que son frère le remplace dans la clandestinité. Ses cachettes existent encore au Vernay et aux Lavoëts. Le mécontentement provoque une réaction qui permet à l’armée sarde de tenter une reconquête. Mais elle est défaite à la bataille de Méribel le 28 septembre 1793. La région ne repasse au royaume de Piémont-Sardaigne qu'en 1814 avec l'écroulement de l'empire napoléonien.

### Époque contemporaine
Entre 1814 et 1860, la branche d'Habères de la famille Gerbaix de Sonnaz fournit au royaume de Piemont-Sardaigne de nombreux dignitaires militaires et des députés. Pendant cette période et 
jusqu’en 1836 les deux Habères constituent une même paroisse. On édifie une chapelle l'année suivante,, sur les vestiges d’un ancien château. Bénite le 26 février 1840, elle devient paroissiale en 1841 et est dédiée à saint François de Sales. Elle sera consacrée le 21 mai 1848. Le clocher et la première horloge datent de 1853,.
Lors des débats sur la réunion du duché de Savoie à la France en 1859-60, un courant pro-suisse réclame dans la partie nord du duché la réunion à la Suisse voisine. Une pétition rassemble plus de 13 000 signatures dont une cinquantaine dans le village. Le duché est réuni à la suite d'un plébiscite organisé les 22 et 23 avril 1860 où 99,8 % des Savoyards répondent « oui » à la question « La Savoie veut-elle être réunie à la France ? ».
Avec 110 exploitations agricoles et laitières en 1900 Habère-Poche reste un village agricole jusqu’à la deuxième guerre mondiale. Après celle-ci des établissements destinés au traitement de la tuberculose se développent : l’Espérance à Burdignin, l’Hermitage des Voirons à Boëge, le préventorium des Primevères à Habère-Poche. Pour héberger les visiteurs des équipements hôteliers apparaissent. Ces équipements devenus obsolètes avec l'apparition de nouveaux traitements trouvent leur reconversion avec le développement des sports d'hiver et du tourisme.
Avec le canton de Boëge, Habère-Poche bascule en 1939 de l'arrondissement de Bonneville vers l'arrondissement de Thonon-les-Bains.

## Politique et administration

### Situation administrative
La commune de Habère-Poche appartient au canton de Sciez, qui compte selon le redécoupage cantonal de 2014 25 communes. Avant ce redécoupage, elle appartenait au canton de Boëge, depuis 1860.
Elle forme avec sept autres communes — Boëge, Burdignin, Bogève, Habère-Lullin, Saint-André-de-Boëge, Saxel et Villard — depuis janvier 2010 la communauté de communes de la Vallée Verte qui fait suite au SIVOM de la Vallée verte créé en 1966.
Habère-Poche relève de l'arrondissement de Thonon-les-Bains depuis 1939 et de la troisième circonscription de la Haute-Savoie, dont le député est Martial Saddier (LR) depuis les élections de 2017.

### Liste des maires
| Période                                  | Période                   | Identité         | Étiquette           | Qualité                     |
| ---------------------------------------- | ------------------------- | ---------------- | ------------------- | --------------------------- |
| Les données manquantes sont à compléter. |                           |                  |                     |                             |
| mars 1971                                | mars 1989                 | Théophane Bonnet |                     | artisan/commerçant          |
| mars 1989                                | mars 2001                 | Georges Ducrot   |                     | hôtelier                    |
| mars 2001                                | mars 2014                 | Denis Ducrot     | UMP                 |                             |
| mars 2014                                | mai 2020                  | Marc Bron        | LR[réf. nécessaire] | professeur de mathématiques |
| mai 2020                                 | En cours (au 30 mai 2020) | Vincent Letondal |                     | pharmacien                  |

## Population et société

### Démographie
Les habitants de la commune sont appelés les Dhabérant(e)s.

L'évolution du nombre d'habitants est connue à travers les recensements de la population effectués dans la commune depuis 1800. Pour les communes de moins de 10 000 habitants, une enquête de recensement portant sur toute la population est réalisée tous les cinq ans, les populations de référence des années intermédiaires étant quant à elles estimées par interpolation ou extrapolation. Pour la commune, le premier recensement exhaustif entrant dans le cadre du nouveau dispositif a été réalisé en 2007.

En 2022, la commune comptait 1 484 habitants, en évolution de +4,29 % par rapport à 2016 (Haute-Savoie : +6,01 %, France hors Mayotte : +2,11 %).
| 1800 | 1806 | 1822 | 1838 | 1848 | 1858 | 1861 | 1866 | 1872 |
| ---- | ---- | ---- | ---- | ---- | ---- | ---- | ---- | ---- |
| 672  | 670  | 807  | 879  | 823  | 661  | 701  | 710  | 717  |

| 1876 | 1881 | 1886 | 1891 | 1896 | 1901 | 1906 | 1911 | 1921 |
| ---- | ---- | ---- | ---- | ---- | ---- | ---- | ---- | ---- |
| 743  | 820  | 808  | 793  | 801  | 748  | 680  | 701  | 592  |

| 1926 | 1931 | 1936 | 1946 | 1954 | 1962 | 1968 | 1975 | 1982 |
| ---- | ---- | ---- | ---- | ---- | ---- | ---- | ---- | ---- |
| 545  | 533  | 508  | 514  | 511  | 435  | 452  | 464  | 511  |

| 1990 | 1999 | 2006  | 2007  | 2012  | 2017  | 2022  | - | - |
| ---- | ---- | ----- | ----- | ----- | ----- | ----- | - | - |
| 662  | 729  | 1 135 | 1 193 | 1 294 | 1 465 | 1 484 | - | - |

### Médias
La commune a édité de mars 1977 à mars 2014 un bulletin municipal distribué à tous les Dhabérants.

#### Radios et télévisions
La ville est couverte par des antennes locales de radios dont France Bleu Pays de Savoie, ODS radio, La Radio Plus… Enfin, la chaîne de télévision locale TV8 Mont-Blanc diffuse des émissions sur les pays de Savoie. Régulièrement l'émission La Place du village expose la vie locale. France 3 et sa station régionale France 3 Rhône-Alpes, peuvent parfois relater les faits de vie de la commune.

#### Presse et magazines
La presse écrite locale est représentée par des titres comme Le Dauphiné libéré (édition Léman-Genevois), L'Essor savoyard, Le Messager - édition Genevois, le Courrier savoyard.

### Manifestations culturelles et festivités
Chaque année le festival Rock'n Poche se déroule au pied d'un des télésièges de la station. Le « Plus Grand Festival de Rock de Haute-Savoie du Monde » est un festival de musiques actuelles qui fêtera sa 20e édition en 2011. Le festival accueille 16 groupes et réunit jusqu'à 10 000 personnes sur 2 jours. 8 groupes nationaux ou internationaux, et 8 autres issus de la scène locale et régionale. Le festival a accueilli par exemple Keziah Jones en 1996 et 2003, Dionysos en 2002, Tryo, Mickey 3D, Peuple de l'Herbe en 2003, Hocus Pocus, Massilia Sound System, Têtes Raides en 2008, Babylon Circus et Mouss et Hakim en 2009, Izia et Yodelice en 2010. Récemment, le festival a créé la rubrique « Le plus grand festival de rock de Haute-Savoie au bout du monde ! » qui consiste à photographier l'affiche du Rock'n Poche aux quatre coins du monde, comme les États-Unis, Berlin, le Vatican, Madagascar, l'Inde et même l'Everest.
En juin, c'est le « Printemps des Moises ».
En juillet : la Fête Nationale avec bal populaire et feu d'artifice le 13 juillet, la fête des Vieux métiers et des vieilles mécaniques le dernier dimanche de juillet, tous les deux ans.
En août : « Nuit des Etoiles », « Grand Marché du Terroir et de l'Artisanat » et exposition « Les Trésors du Grenier ».
Le Capriccio Français y donne chaque été un des concerts de son académie d'été dont la première édition a eu lieu à Habère-Poche en 1998.
Fin décembre, c'est l'arrivée du Père Noël et le concert de Noël.

### Sports

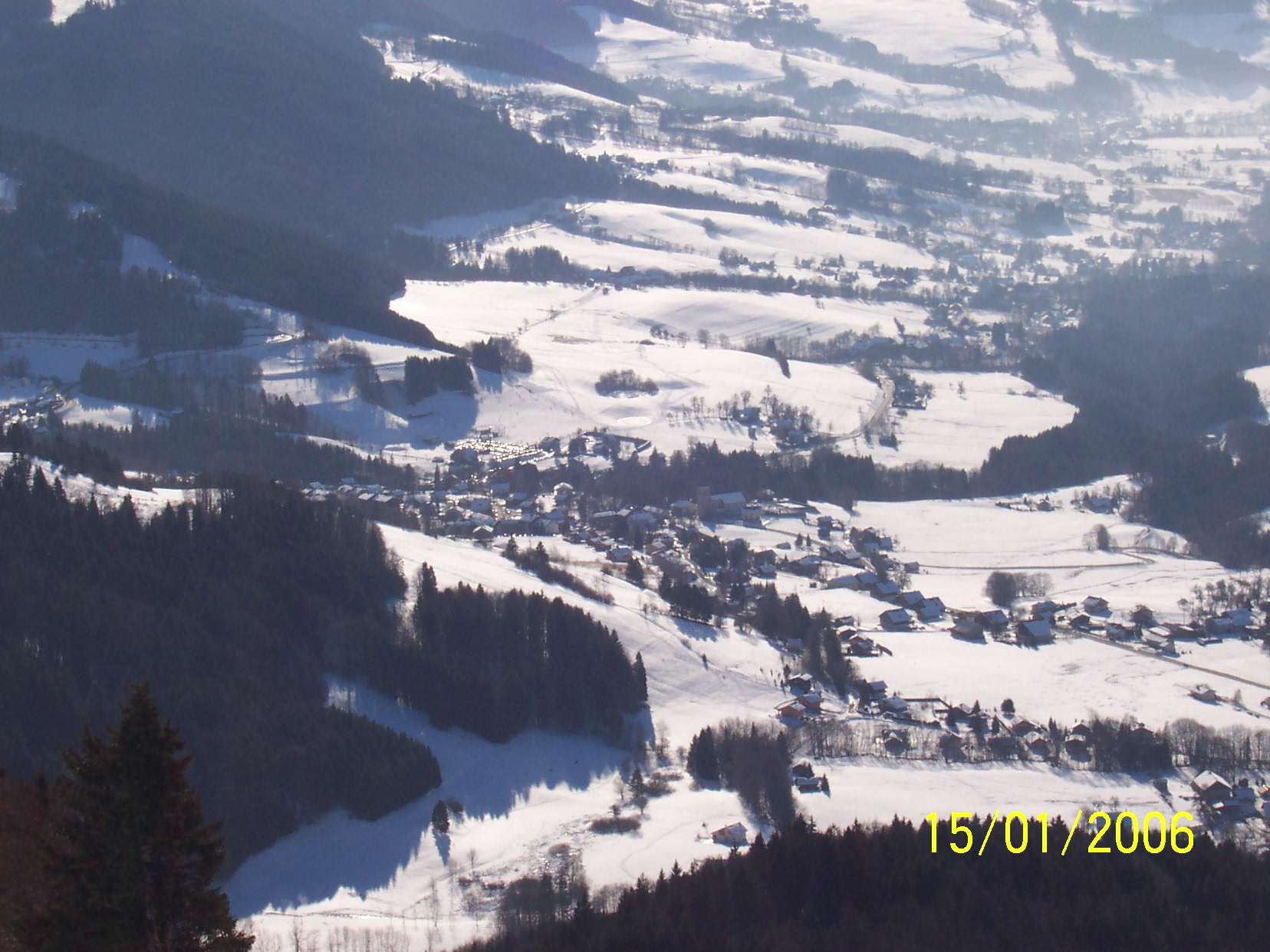
Vue du bas des pistes de ski alpin des Habères.

#### Ski alpin
La commune partage avec celle d'Habère-Lullin une petite station de sports d'hiver appelée Les Habères dont le domaine de ski alpin est situé sur l'adret de la montagne d'Hirmentaz. Le domaine de ski alpin est relié à celui de la station d'Hirmentaz, situé sur la commune de Bellevaux.
L'ensemble du domaine est constitué de 24 remontées mécaniques (5 télésièges et 19 téléskis) et 50 km de pistes (3 noires, 6 rouges, 8 bleues, 6 vertes).

#### Ski de fond
Un domaine de ski nordique se trouve sur le plateau des Moises. Il utilise en partie les itinéraires des « Balcons du Léman ».
Les pistes se décomposent comme suit :
- Piste verte : 2 km ;
- Piste bleue : 3,5 km ;
- Piste rouge : 6 km ;
- Skating : 7 km.

Il existe des itinéraires de liaison vers Saxel (9 km), et le col du Feu (Lullin 15 km).

#### Vol à voile
L'École de Pilotage Planeurs Léman Mont Blanc (EPPLMB) est l'unique plate-forme de vol à voile de Haute-Savoie, installée au col des Moises en 1995. Ouvert 7 jours sur 7, l'activité fonctionne tous les jours, généralement de la mi-mars à fin octobre, selon l'enneigement de la piste. Le club possède plusieurs types de planeurs, dont un motoplaneur pour le vol en campagne et deux planeurs biplaces pour l'école de pilotage et pour les baptêmes.

## Économie

### Hébergement touristique
En 2015, la capacité d'accueil de la commune, estimée par l'organisme Savoie Mont Blanc, est de 3 111 lits touristiques répartis dans 560 établissements. Les hébergements se répartissent comme suit : 6 meublés ; 4 centres ou villages de vacances/auberges de jeunesse ; un refuge ou gîte d'étape et une chambre d'hôtes.
La ville de Villeneuve-d'Ascq possède un centre de vacances municipal, accueillant des séjours montagne et pleine nature, situé aux "Lavouets".

## Culture locale et patrimoine

### Lieux et monuments
La commune ne compte aucun monument répertorié à l'inventaire des monuments historiques ou à l'inventaire général du patrimoine culturel. Par ailleurs, elle ne compte également aucun objet répertorié à l'inventaire des monuments historiques ou à l'inventaire général du patrimoine culturel.
L'église paroissiale dédiée à saint François de Sales date du XIXe siècle, édifiée dans un style néoclassique sarde,.
Une statue de François de Sales édifiée en 1898 et située sur la commune voisine de Lullin domine Habère-Poche et la vallée Verte depuis le mont Forchat.

### Personnalités liées à la commune
- Théophane Bonnet (1932-2012) maire d'Habère-Poche de 1971 à 1989[Note 7]
- Marc Bron (1962-), professeur de mathématiques et de Savoyard au collège de Boëge, maire d'Habère-Poche depuis 2014[48].
- Famille Gerbaix de Sonnaz : branche cadette dite d'Habères dont :
  - Janus Gerbaix de Sonnaz (1736-1814), major-général du royaume de Piémont-Sardaigne ;
  - Hippolyte Gerbaix de Sonnaz (1783-1871), général du royaume de Piémont-Sardaigne, fils de Janus Gerbaix de Sonnaz ;
  - Hector Gerbaix de Sonnaz (1787-1867), général du royaume de Piémont-Sardaigne, fils de Janus Gerbaix de Sonnaz ;
  - Alphonse Gerbaix de Sonnaz (1796-1882), général du royaume de Piémont-Sardaigne, fils de Janus Gerbaix de Sonnaz.
- Gilles Place (1968-) médaillé paralympique de ski alpin en 1998 à Nagano et photographe des montagnes a grandi et vit à Habère-Poche.
- Georges Turlier (1931-) médaillé d'or en canoë-kayak biplace en 1952 aux jeux olympiques d'Helsinki et premier champion du monde de descente de rivière en 1959.

### Héraldique
| Blason de Habère-Poche | Blason  | Taillé : au 1er d'azur à un soleil d'or, au 2d de sinople à une croix tréflée d'argent ; à la barre d'argent chargée de trois étoiles de gueules ; au pont droit d'une seule arche d'or brochant en pointe sur la barre et posé sur une rivière d'argent mouvant de la pointe. |
| Blason de Habère-Poche | Détails | Le statut officiel du blason reste à déterminer. |